# Cetopsis orinoco
Cetopsis orinoco är en fiskart som först beskrevs av Schultz, 1944.  Cetopsis orinoco ingår i släktet Cetopsis och familjen Cetopsidae. Inga underarter finns listade i Catalogue of Life.